# Leibniz Theater

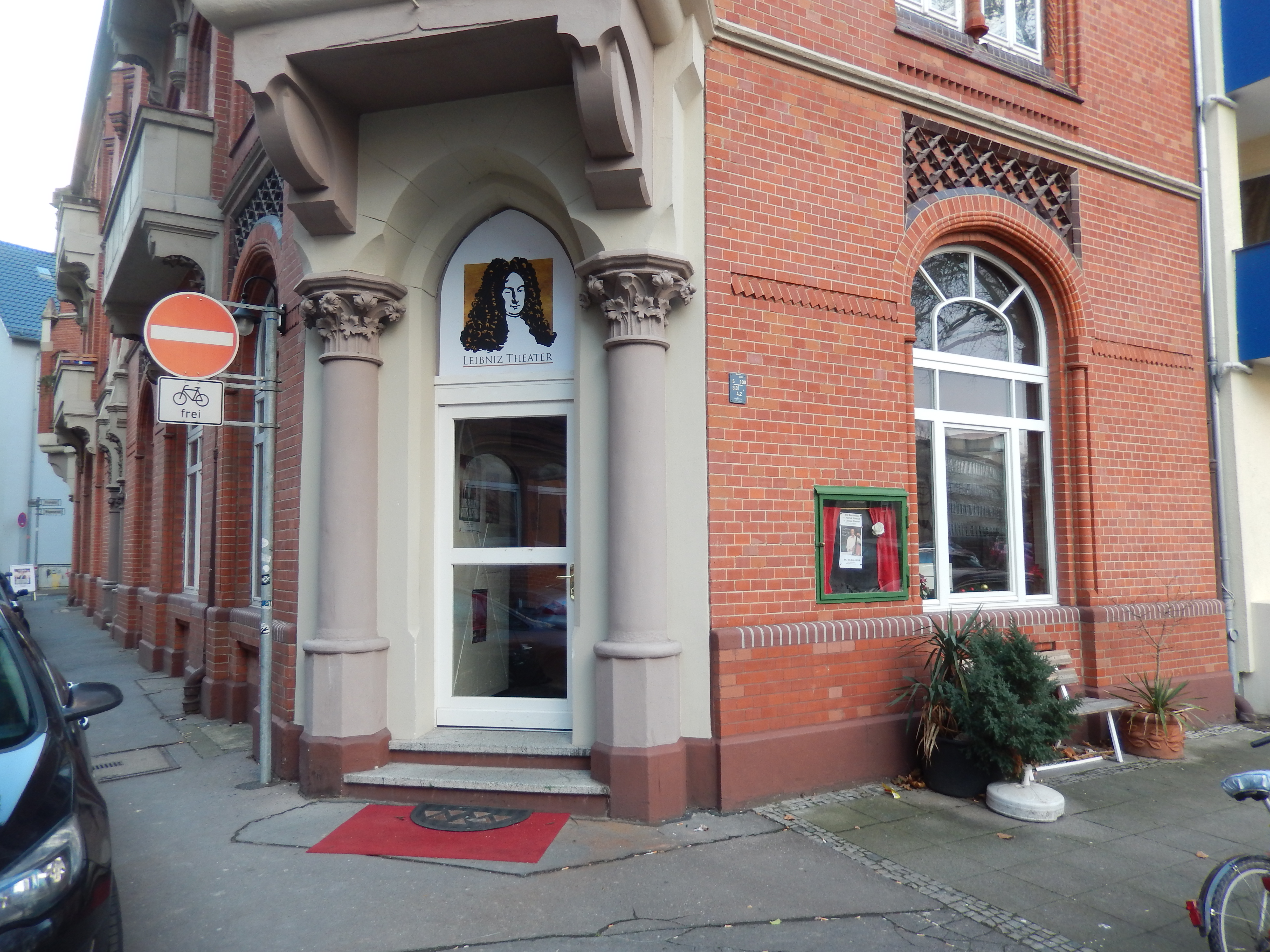
Leibniz Theater, 2017

Das Leibniz Theater (ehemals Werkstatt-Galerie Calenberg) war eine Kabarett- und Kleinkunstbühne in Hannover, die nach dem Philosophen Gottfried Wilhelm Leibniz benannt worden ist. Als Kleinkünstler traten neben hannoverschen und internationalen Darstellern und Theatergruppen auch auswärtige Newcomer, Comedians und Musiker auf. Jährlich fanden im Leibniz Theater mit rund 85 Sitzplätzen mehr als 300 Veranstaltungen statt. Standort war die Kommandaturstraße 7 Ecke Molthanstraße im Stadtteil Calenberger Neustadt. Zum 1. Oktober 2023 schloss das Theater.

## Geschichte

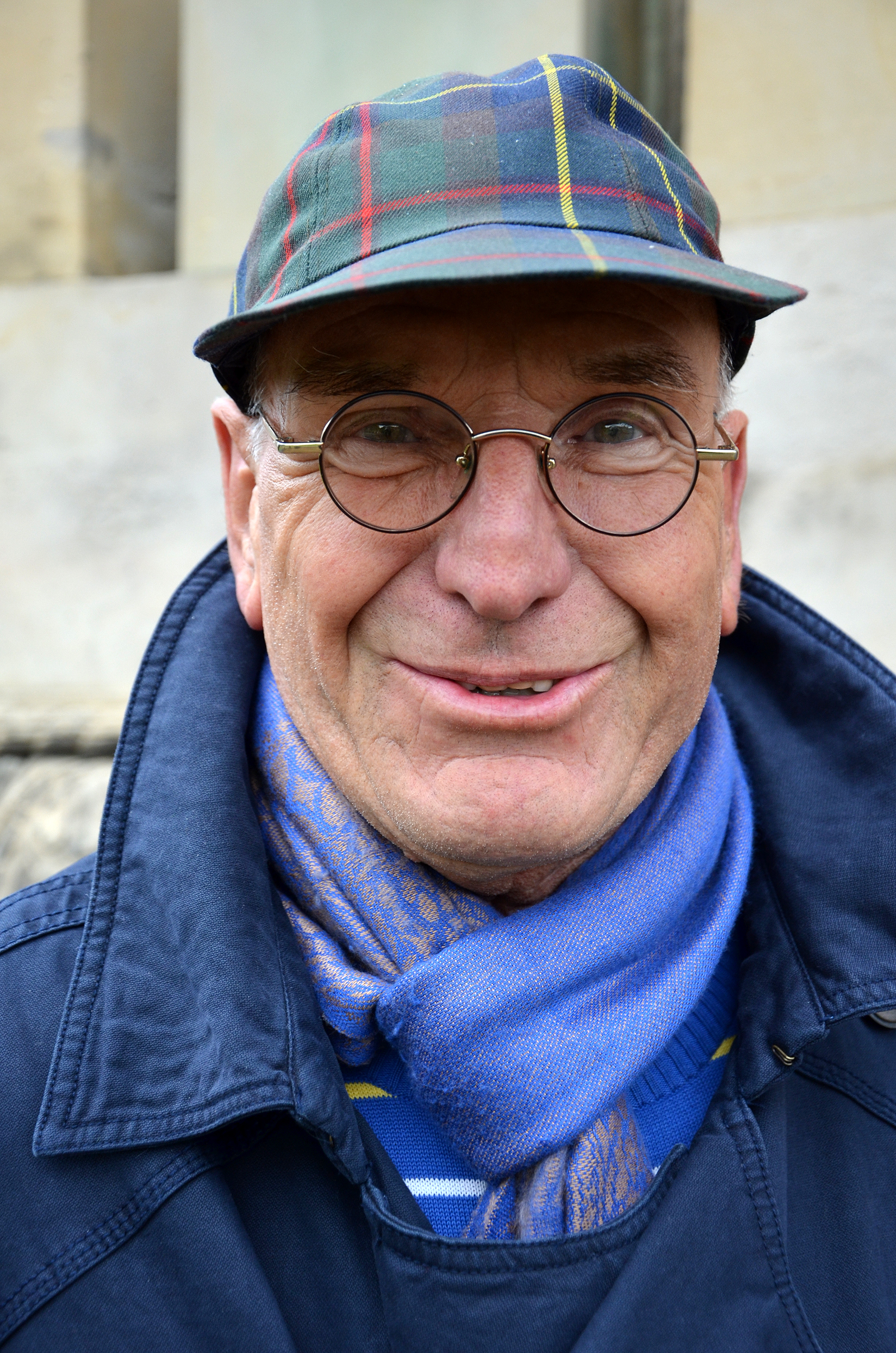
Wolfgang Werner, Gründer der Vorgängereinrichtung Werkstatt-Galerie Calenberg

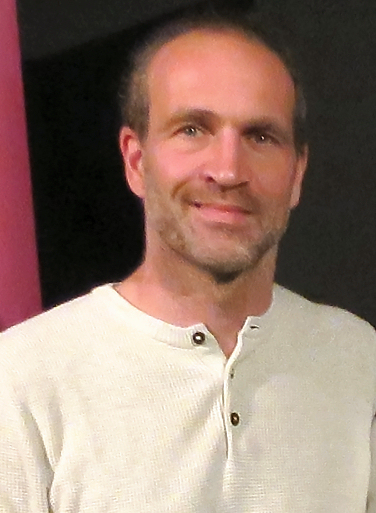
Joachim Hieke, Betreiber des Leibniz Theaters seit 2016

Anfang des 20. Jahrhunderts diente das jetzige Theater noch als Steindruckerei, von der noch heute die Flaschenzüge in der Theaterebene hängen. Von dort aus wurden die schweren Steindruck-Platten in das ehemalige Lager im Tiefgeschoss heruntergelassen. Vor dem Zweiten Weltkrieg war in dem Gebäude eine Kegelbahn untergebracht. Nach Kriegsende diente es als Lager für Margarine.
1981 gründete Wolfgang Werner die Werkstatt-Galerie Calenberg (WGC) und wandelte die Räumlichkeiten anfangs um, um hier unter anderem Töpferwaren anzubieten.
Im Verlauf der Zeit nahm die Nutzung als Theater zu. 1984 gründete Wolfgang Werner die Calenberger Kabarettwochen. Bekannte, auch auswärtige Kabarettisten wie beispielsweise Rüdiger Hoffmann, Helmut Ruge, Volker Pispers, Rainald Grebe traten als Gäste der WGC auf.
Regisseurin Erika-Maria Lehmann, die Frau des ehemaligen Opernhausintendanten Hans-Peter Lehmann, wählte 1993 die WGC als Bühne ihrer neu entstandenen Laientheatergruppe „Die Tribüne“.
Klaus Urban produzierte 1995 in der WGC seine CD Das Blaue vom Himmel, einen Live-Mitschnitt des Programms „Lieder-Borstiges“.
In späteren Jahren fanden viele Newcomer, Comedians und Musiker ihren Weg auf die Bühne der WGC, etwa Heino Trusheim, Maxi Gstettenbauer oder Volker Weininger.
Zum 1. Oktober 2016 gab Wolfgang Werner die Leitung ab an Joachim Hieke. Am 14. November 2016, dem 300. Todestag von Gottfried Wilhelm Leibniz, wurde die ehemalige Werkstatt Galerie Calenberg in Leibniz Theater umbenannt. Nach größeren Sanierungs- und Umbauarbeiten wurde das Leibniz Theater am 20. Januar 2017 gemeinsam mit Matthias Brodowy als Schirmherrn und dem hannoverschen Leibniz-Darsteller Rainer Künnecke eröffnet.

## Produktionen
Am 1. Oktober 2017, zum einjährigen Bestehen des Theaters, wurde mit „Haarmann lädt zum Dinner“ die erste eigene Produktion veröffentlicht. Am 8. Oktober 2018 wurde mit „Männer im Baumarkt“ die zweite Produktion veröffentlicht. Die dritte Produktion „Verständnisvoll Missverstehen“ wurde am 1. Oktober 2019 zum ersten Mal aufgeführt.

## Treffpunkt von Reichsbürgern
Nach Medienberichten Ende 2022 stellte das Theater seine Räume ab etwa 2021 für Veranstaltungen von Reichsbürgern und deren Sympathisanten zur Verfügung. Im Juli 2022 hielt eine Vertreterin der Germaniten dort einen Vortrag. Im Dezember 2022 fand wenige Tage nach der Großrazzia gegen das rechtsterroristische Netzwerk Patriotische Union im Theater ein Treffen statt, bei dem die Durchsuchungen Thema waren und drei Reichsbürger auf dem Podium saßen. Darunter war einer der weiteren Beschuldigten (Matthes Haug) in dem Verfahren. Bei einer weiteren Tagung im Dezember 2022 sei es durch Veranstaltungsteilnehmer zu Handgreiflichkeiten gegenüber Pressevertretern gekommen. Nach dem öffentlichen Bekanntwerden der Veranstaltungen mit Reichsbürger-Bezug zeigten sich hannoversche Kommunalpolitiker von SPD, CDU, Bündnis 90/Die Grünen und FDP schockiert. Einige hannoversche Künstler gingen auf Distanz zum Theater und beendeten die Zusammenarbeit. Nachdem kaum noch öffentliche Veranstaltungen stattfanden und Künstler das Theater wegen der Veranstaltungen mit Anhängern der Reichsbürger-Szene mieden, kündigte der Betreiber Joachim Hieke die Schließung zum 1. Oktober 2023 an.